# Akishima, Tokyo
Akishima (tiếng Nhật: 昭島市) là một thành phố thuộc Tokyo, Nhật Bản.
Đến năm 2010, thành phố có dân số ước tính là 112.040 và mật độ mật độ dân số là 6.470 người/km². Tổng diện tích là 17,33 km².

## Lịch sử
Thành phố được thành lập ngày 1 tháng 5 năm 1954.

## Trung tâm mua sắm
Moritown là một trung tâm mua sắm vừa được nâng cấp ngay bên ngoài nhà ga Akishama.